# Anthophora arida
Anthophora arida är en biart som beskrevs av Brooks 1988. Anthophora arida ingår i släktet pälsbin, och familjen långtungebin. Inga underarter finns listade i Catalogue of Life.